# Saint-Ouen-d'Attez

Saint-Ouen-d'Attez este o comună în departamentul Eure, Franța. În 1 ianuarie 2018 avea o populație de 319 de locuitori.